# Жозе Жилдейшон Клементе ді Пайва
Жозе Жилдейшон Клементе ді Пайва (порт. José Gildeixon de Paiva, нар. 3 вересня 1987 — пом. 28 листопада 2016, Ла-Уніон) — бразильський футболіст, що грав на позиції півзахисника.
Виступав, зокрема, за клуб «Корітіба».

## Ігрова кар'єра
У дорослому футболі дебютував 2009 року виступами за команду клубу «Гуаратінгета».
Згодом з 2009 по 2011 рік грав у складі команд клубів «Віторія» (Салвадор), «Санту-Андре» та «Понте-Прета».
Своєю грою за останню команду привернув увагу представників тренерського штабу клубу «Корітіба», до складу якого приєднався 2011 року. Відіграв за команду з Куритиби наступні три сезони своєї ігрової кар'єри. Більшість часу, проведеного у складі «Корітіби», був основним гравцем команди.
До складу клубу «Шапекоенсе» приєднався у 2015 році.
Загинув 28 листопада 2016 року в авіакатастрофі в Колумбії, яка забрала життя майже всього складу клубу і тренерського штабу клубу в повному складі. Команда летіла на перший фінальний матч ПАК 2016 з «Атлетіко Насьоналем».